# I (мини-альбом)
| Оценки критиков | Оценки критиков                                                                    |
| Источник        | Оценка                                                                             |
| --------------- | ---------------------------------------------------------------------------------- |
| IZM             | 4,5 из 5 звёзд · 4,5 из 5 звёзд · 4,5 из 5 звёзд · 4,5 из 5 звёзд · 4,5 из 5 звёзд |
| The Star        | 7/10                                                                               |
| KpopStarz       | Позитивная                                                                         |

I (с англ. — «Я») – дебютный мини-альбом южнокорейской певицы Тхэён. Был выпущен 7 октября 2015 года лейблом S.M. Entertainment при поддержке KT Music. Исполнительным продюсером выступил основатель и директор S.M. Entertainment Ли Су Ман.

## Предпосылки и релиз
В середине 2015 года S.M. Entertainment сообщили, что Тхэён выпустит свой дебютный альбом позднее в том же году. Главный сингл «I» был записан при участии популярного рэпера Вербала Джинта и содержит текст, написанный самой Тхэён. Альбом был выпущен в полночь 7 октября, физические копии поступили в продажу в тот же день.
Из-за успеха записанных Тхэён баллад для различных корейских драм, публика ожидала услышать в качестве сингла балладу. Однако песня была записана в жанре поп-рок. Тхэён объяснила, что «хочет дебютировать сольно с хорошими песнями, несмотря на их жанр». Рассказывая о музыкальных стилях альбома, исполнительница поделилась: «Я не пыталась быть чрезмерной. Я пыталась петь в более простом плане. Я должна петь от начала и до конца сама, и мне необходимо чувствовать себя комфортно, поэтому я не выбирала безбашенных песен и пыталась избежать испытаний, чего-то слишком нового».

## Музыка и лирика
Ли Су-Хо из южнокорейского онлайн-журнала IZM назвал "I" поп-рок альбомом с элементами баллад. Тем временем, Честер Чин из малайзийской газеты The Star отметил элементы софт-рока на мини-альбоме, что противоречит обычному звучанию электронной и поп-музыки Girls’ Generation.

## Список композиций
| №                   | Название                         | Текст песни              | Музыка                                                                                                   | Длительность |
| ------------------- | -------------------------------- | ------------------------ | --- | ------------ |
| 1.                  | «I» (совместно с Вербал Джинтом) | Тхэён Mafly Вербал Джинт | Майя Ланстон Беннет Армстронг Джастин Армстронг Cosmopolitan Douglas Дэвид Куиносес Джон Ашер Райан Джан | 3:26         |
| 2.                  | «U R»                            | Чо Юн Гён                | Мэттью Тишлер Робин Ньюман Бен Чарльз                                                                    | 4:34         |
| 3.                  | «Gemini» (кор. 쌍둥이자리)       | Jam Factory Mafly        | LDN Noise Каролин Джордан Элис Софи Пенроуз                                                              | 3:41         |
| 4.                  | «Stress» (кор. 스트레스)         | Mafly                    | Хёк Шин Тиффани Эванс Марко Рейс (MRey) DK                                                               | 3:21         |
| 5.                  | «Farewell» (кор. 먼저 말해줘)    | Ли Чу Хён                | Ли Чу Де Ван                                                                                             | 3:43         |
| 6.                  | «I» (инструментальная версия)    |                          | Ланстон Беннет Армстронг Джастин Армстронг Дуглас Куонес Ашер Джан                                       | 3:24         |
| Общая длительность: | Общая длительность:              | Общая длительность:      | Общая длительность:                                                                                      | 22:09        |

## Чарты
| Чарт (2015)                        | Пиковая позиция |
| ---------------------------------- | --------------- |
| Южная Корея (Gaon Albums Chart)    | 2               |
| Япония (Oricon)                    | 21              |
| США World Albums (Billboard)       | 1               |
| США Heatseekers Albums (Billboard) | 5               |

| Чарт (2016)             | Пиковая позиция |
| ----------------------- | --------------- |
| Тайвань (G-Music J-Pop) | 2               |

| Чарт (2015)        | Позиция |
| ------------------ | ------- |
| Южная Корея (Gaon) | 16      |

| Чарт (2016)             | Позиция |
| ----------------------- | ------- |
| Южная Корея (Gaon)      | 93      |
| Тайвань (G-Music J-Pop) | 9       |

## История  релиза
| Страна        | Дата                | Формат                | Лейбл                                      |
| ------------- | ------------------- | --------------------- | ------------------------------------------ |
| Южная Корея   | 7 октября 2015 года | CD, цифровая загрузка | S.M. Entertainment, KT Music               |
| По всему миру | 7 октября 2015 года | Цифровая загрузка     | S.M. Entertainment                         |
| Тайвань       | 18 марта 2016 года  | CD + DVD              | S.M. Entertainment, Universal Music Taiwan |